# Chinguar
Chinguar é uma cidade e município da província do Bié, em Angola.
Tem 3 054 km² e cerca de 299 mil habitantes. É limitado a norte pelos municípios da Cunhinga e do Bailundo, a leste pelo municípios do Cuíto, a sul pelo município de Chitembo e a oeste pelo município de Cachiungo.
O município é constituído pela comuna-sede, correspondente à cidade de Chinguar, e pelas comunas de Cutato e Cangote.